# Бархатница сирийская
Бархатница сирийская (лат. Hipparchia syriaca) — вид дневных бабочек из рода Hipparchia в составе семейства Бархатницы. Длина переднего крыла 32—38 мм.

## Этимология названия
Syriaca (топонимическое) — сирийская.

## Ареал
Хорватия, Албания, Болгария, Греция, Юго-западная Сербия, Македония, Турция, Закавказье, Большой Кавказ, Ливан, Сирия, Иран. На юго-востоке Румынии вид обнаружен в дельте Дуная. В последние годы вид постоянно регистрируется в Дагестане (Дагестанский заповедник, окрестности бархана Сарыкум).
Бабочки населяют небольшие, часто заросшие кустарником поляны в разреженных предгорных и горных смешанных и лиственных лесах, редколесьях на высоте до 2000 метров над уровнем моря. На Восточном Кавказе вид населяет дубовые редколесья, степные склоны с зарослями кустарников, пойменные леса и заброшенные плодовые сады на высотах до 1200 метров над уровнем моря, в Талыше — до 1700 метров над уровнем моря.

## Биология
Развивается в одном поколении за год. Время лёта в июле—августе, на Кавказе — с начала июня до конца сентября. Бабочки часто сидят на стволах деревьев или на почве у их оснований, на камнях. Иногда по несколько особей бабочки сидят с разных сторон на одном стволе дерева, взлетают, кружатся парами и вновь присаживаются на это же или соседнее дерево. Бабочки часто питаются вытекающим соком деревьев и соками забродивших фруктов. Яйца самка откладывает поштучно на сухие злаки. Гусеницы зимуют в третьем возрасте. Днем гусеницы скрываются внутри куртин злаков, активны и кормятся преимущественно в ночное время. Кормовое растения гусениц: бухарник (Holcus sp). Окукливаются в земляной колыбельке.